# Bière noire
 (août 2019).
Si vous disposez d'ouvrages ou d'articles de référence ou si vous connaissez des sites web de qualité traitant du thème abordé ici, merci de compléter l'article en donnant les références utiles à sa vérifiabilité et en les liant à la section « Notes et références ».

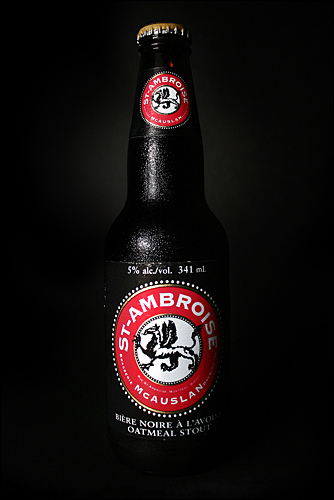
Bière noire St-Ambroise.

La bière noire est un type de bière à la robe très foncée obtenue par l'utilisation de malts très torréfiés. Il en existe plusieurs sortes, issues soit d'une fermentation basse, telles les Schwarzbiers allemandes ou les Black Lager américaines, soit d'une fermentation haute, comme les porters ou les stouts anglo-saxons. 